# Vítor Constâncio
Vítor Manuel Ribeiro Constâncio, GCC, GCIH (Lisboa, Portugal, 12 de octubre de 1943) es un economista y político portugués. Constâncio se graduó en Economía en la Universidade Técnica de Lisboa.
Fue nombrado subgobernador del Banco de Portugal, el banco central portugués, en 1977, en 1979, y en el período desde 1981 a 1984. Fue nombrado gobernador del mismo durante un primer periodo de 1985 a 1986.
Fue secretario general del Partido Socialista desde 1986 hasta 1989. Perdió las elecciones de 19 de julio de 1987, pero mantuvo su cargo. Dimitió al año siguiente y fue reemplazado por Jorge Sampaio.
Fue gobernador por un segundo período desde 2000 hasta 2010, con la particularidad de que fue reelegido para un segundo mandato en 2006. Bajo su presidencia las reservas de oro se redujeron en un tercio desde las 600 toneladas hasta las 400. Bajo su mandato, abogó por un crecimiento nulo o subinflacionario de los salarios, como una manera de mejorar la competitividad de Portugal.
Dos bancos portugueses, el Banco Português de Negócios (BPN) y el Banco Privado Português (BPP), habían estado acumulando pérdidas durante años debido a inversiones desafortunadas, malversación de fondos y fraude contables. El banco central portugués, bajo Constâncio, fue criticado por haber permitido esta situación durante años.
Constâncio fue nombrado vicepresidente del Banco Central Europeo, por un mandato de ocho años, como encargado de la supervisión bancaria.
Poco después, el 6 de abril de 2011, el Gobierno portugués, con serias dificultadas para obtener acceso a la financiación en los mercados mayoristas, solicitó formalmente ayuda financiera, obteniendo un paquete de 78 000 millones de € concedido por partes iguales por el Mecanismo Europeo de Estabilidad Financiera, la Fondo Europeo de Estabilidad Financiera y el Fondo Monetario Internacional.
Desde 2018 es profesor en la facultad de Económicas y Empresariales de la Universidad de Navarra